# 宮古列島
宮古列島（みやこれっとう）または宮古諸島（みやこしょとう）は、南西諸島西部の島嶼群で、先島諸島の一部を成す。

## 地理
8つの有人島と、その周囲の無人島、岩礁群からなる。全島が隆起サンゴ礁からなり、総じて平坦な島嶼群である。8つの有人島のうち、宮古島、池間島、大神島、伊良部島、下地島、来間島は列島の北側に一群となって位置し、行政区分では沖縄県宮古島市に属する。また、多良間島、水納島は南側に一群となって位置し、宮古郡多良間村に属する。宮古列島の北西には尖閣諸島、西には八重山列島がある。
8つの有人島の名称、面積（2016年10月1日現在、大神島のみ1994年10月1日現在）、人口（住民基本台帳人口、2017年1月1日現在） は以下のとおり。
| 島       | 所属自治体 | 面積(km2) | 人口(人) | 人口密度(人/km2) |
| -------- | ---------- | --------- | -------- | ---------------- |
| 宮古島   | 宮古島市   | 158.87    | 48,250   | 303.7            |
| 池間島   | 宮古島市   | 2.83      | 598      | 211.3            |
| 大神島   | 宮古島市   | 0.24      | 25       | 104.2            |
| 来間島   | 宮古島市   | 2.84      | 165      | 58.1             |
| 伊良部島 | 宮古島市   | 29.06     | 5,199    | 178.9            |
| 下地島   | 宮古島市   | 9.68      | 103      | 10.6             |
| 多良間島 | 多良間村   | 19.81     | 1,177    | 59.4             |
| 水納島   | 多良間村   | 2.16      | 5        | 2.3              |

琉球大学の研究チームによれば、宮古諸島の住民の遺伝情報（ゲノム）を解析したところ、遺伝的に異なる3集団に分けられることがわかった。各集団の人口変化や形成時期も推定でき、移住の歴史が反映されているという。地域によって遺伝的な差がみられ、「宮古島北東部」「宮古島南西部」「池間島・伊良部島」の3集団に大別された。人口変化の推定では、「池間島・伊良部島」集団は10ｰ15世代（200ｰ300年）前に大きく減ったと考えられ、これは1771年の明和の大地震の大津波の被害とその後の強制移住が関係しているのではないかという。3集団の形成は、沖縄本島にいたと想定される祖先集団から950ｰ1710年前に「池間島・伊良部島」集団が分かれ、250ｰ810年前に「宮古島南西部」集団が、60ｰ540年前に「宮古島北東部」集団がそれぞれ生じたと考えられた。遺伝的に異なる集団が狭い地域で維持されてきたことは、17世紀から1903年までの人頭税で人の移動が厳しく制限されてきたことが関係する可能性があるという。

## 生物
宮古列島には、ハブ類（ハブ、ヒメハブ、サキシマハブ）が生息していない。これは各島とも平坦で、過去の海進の際に水没したためとされる。ただし、少数ではあるが固有種も確認されているため、完全には水没していないとする説もある。
固有種としては、以下のものがある。
- ミヤコカナヘビ
- ミヤコサワガニ
- ミヤコニイニイ
- ミヤココキクガシラコウモリ
  - 宮古島及び伊良部島に生息。1971年7月を最後に確認されておらず、2012年の環境省第4次レッドリストにより、絶滅と評価された[5]。
- ミヤコショウビン
  - かつて宮古島に生息。絶滅したとされるが、実在自体に疑問も呈されている[6]。
- ミヤコヒメヘビ
- ミヤコヒバァ
- ミヤコヒキガエル
- ベニエリルリゴキブリ

## 交通
2008年の有村産業によるフェリー航路の運航休止（事実上の廃止）以降、宮古列島内と域外の間の公共交通機関による移動は航空路線のみに限られている。日本国内でアクセス手段が航空路線のみの有人島は他に、八重山列島がある。

### 空港
以下の3つの空港がある。
- 宮古空港（宮古島）
- 下地島空港（下地島）
- 多良間空港（多良間島）

宮古列島内では宮古空港 - 多良間空港間に定期路線がある。下地島空港は、2019年3月に新ターミナル開業後国内線・国際線のLCCが就航するまでは定期便は就航していなかった。

### 航路
以下の定期航路がある。
- 宮古島（島尻漁港） - 大神島：大神海運が運航。
- 宮古島（平良港） - 多良間島（多良間港普天間地区）：多良間海運が運航。

多良間島 - 水納島間には定期航路はなく、チャーター船で渡る。かつては宮古島平良港 - 伊良部島佐良浜港間にも定期航路があったが、伊良部大橋の開通に伴い廃止された。

### 道路
宮古島と、池間島、来間島、伊良部島の間はそれぞれ池間大橋、来間大橋、伊良部大橋により陸路で連絡している。伊良部島と下地島は細い水路で隔てられているのみで、その間には6本の橋が架かっており、交通上はあたかもひとつの島のようである。

## 文化

### アヤゴ（アヤグ）
宮古諸島の古謡の総称。宮古方言で謡われる。三つに大別出来る。
- ニイリ（ニイラアグ） - ニイラアグは根の国（にいら、死者の居る国）のアヤグの意。内容は祖先に関する謡で、代表的なものに「狩俣祖神（うやがむ）のニイリ」がある（祖先崇拝を参照。）。
- アヤグ - 15世紀末から16世紀初頭にかけて作られた叙事的歌謡。英雄の勲功を称えたものなどが多く、代表的なものに「仲宗根豊見親八重山入の時のアヤグ」がある。
- 長アヤゴ - 叙情的、民謡的なものが多い。「トウガニ」「正月のアヤグ」「石嶺のあこうぎ」「旅栄」「多良間シユンガニ」など。

### 神話
宮古島の神話については古謡であるアヤゴ（綾語）によって口承で伝わっている他、琉球王国が作成した報告書を写した写本類である宮古島旧記にも多数伝わっている。この旧記により他の島に伝わる神話に比べて詳細が現代まで伝わっている。また遺老説伝にも宮古島の民話が他の島のそれに比べて比較的多く収録されている。
明治以降にはニコライ・ネフスキーらによる現地調査によって多数の説話が記録された。
旧記の存在とネフスキーらの研究調査により本島以外の沖縄南西諸島の神話の中では比較的纏まって記録されている。
基本的には北方の日本や沖縄本島の神話と似ているが、「地中からの始祖」などの要素がある。このような要素は八重山など、より南方の地域で多く見られるため宮古島の神話は南方と北方の神話が混ざり合って形成されたようである。

#### 神
八十神百神（やそかむももかむ）と呼ばれる。
- 天帝（あめのてだ）- 最高神
- 弥久美神（やぐみのかみ）- 創造神
- 古意角神（こいつののかみ、恋角とも） - 天からの陽神
- 姑依玉（こいたまのかみ、恋玉とも） - 天からの陰神
- 盛加神（もりかのかみ）
- 火麻呂神（ぴまるのかみ） - 火の神
- 天干瀬神（あまびせのかみ） - 雨の神
- 宗達神（むにだるのかみ）
- 嘉玉神（かだまのかみ）
- 木装神（きふそうのかみ）
- 草装神（ふさふそうのかみ）
- アカリヤ仁座
- 子方母天太（ねのほうまてだ）

他多数。

## 放送
中継局については「宮古島中継局」、「多良間中継局」を参照。

### ラジオ
- NHKが、AM・FMとも、宮古島（平良局）から、宮古島市だけでなく多良間村まで、宮古諸島全域をカバーしている。
  - AMのラジオ第1・ラジオ第2は、1972年6月25日に沖縄県内におけるNHKの放送再開とともに、沖縄本島と同時に中継局設置（出力は100W）。テレビ放送と違い、設置当初から本島や日本本土と同時放送だった。
  - FM放送は、1976年12月のテレビの同時放送開始とともに放送開始された。また石垣島へ電波を送信する役割もあるため、出力を親局並みの1kWとしている。多良間島には、2012年3月1日に新たに中継局が設置された。
- 民放はAMの琉球放送（RBCiラジオ）とラジオ沖縄（ROK）が、宮古島市内の伊良部島と多良間島、エフエム沖縄も伊良部島に中継局を置いている。
  - 1964年、RBCiラジオが、本島以外では初となる中継局を宮古島に設置、長らく宮古だけでなく八重山を含めた先島諸島全域をカバーしていた。しばらくコールサインはなかったものの、宮古局独自のローカル放送も行っていたという。日本復帰後は宮古放送局としてコールサイン“JORO”が付いた[注 1]。ほぼ本島と同時放送で、番組開始・終了時にもステーションコール紹介はあるものの、コールサインのアナウンスは那覇本局のもの（JORR）だった。毎年4月に開催される全日本トライアスロン宮古島大会は、レースの模様を一部宮古局のみで放送していた。
  - 2005年4月1日、RBCiラジオとROKは、中国大陸や台湾（中華民国）などの近隣諸国の混信を避けるため、伊良部島（宮古島市）と多良間島の2ヶ所に、FMによる中継局を設置した（出力は伊良部島が100W、多良間島が3W）。これによりRBCiラジオは、長らくAMの1150→1152kHzで放送していた旧宮古局（JORO）を、2005年5月1日深夜（2005年5月2日未明）の放送終了をもって廃止、伊良部島のFM中継局に引き継いだ[注 2][注 3]。
- 2002年には沖縄県内の離島では初のコミュニティFM局となる、FMみやこ（76.5MHz・20W）が開局した。
- なおエフエム沖縄は、伊良部島中継局開局前の2006年秋から2018年9月末までは、中継局がなかった分を補完する目的で同局の人気番組（平日11:30～15:50、土・日19:00～21:00）を中心に、コミュニティFMであるFMみやこで放送していたが、同11月30日に試験放送を開始するに当たり同時放送を中止した（正式な開局は2019年1月23日）。伊良部島中継開局後も、多良間島および水納島など中継局がなく、受信難である地域には、radiko（県内無料コース）で聴取することは可能。かつては、スマホ用アプリのWIZ RADIO（無料）、ドコデモFM、LISMO WAVE（いずれも有料会員制）でも配信を行っていたが、radikoの全国的な普及が進んだこともあり、以上のアプリ等を使った配信は終了されている。

ラジオ中継局一覧
| 所在地   | NHK1    | NHK2    | NHKFM   | RBCi    | ROK     | FM沖縄  |
| -------- | ------- | ------- | ------- | ------- | ------- | ------- |
| 宮古島市 | 1368kHz | 1602kHz | 85.0MHz | 82.7MHz | 84.1MHz | 77.4MHz |
| 多良間村 |         |         | 86.2MHz | 82.2MHz | 83.6MHz |         |

※宮古島市の送信場所　NHK・宮古島市平良（AMとFMは場所が異なる）、民放・宮古島市伊良部

### テレビジョン
- 2006年に沖縄県内でも開始された地上デジタルテレビ放送についてはNHKが2008年5月1日に宮古島（平良）中継局が開局。民放についても2009年10月21日に開局した。琉球朝日放送（QAB）は、アナログでは中継局は未設置であったが、同日にデジタル新局として中継局を開局している。
- ケーブルテレビの宮古テレビが多良間島を含めた宮古全土をカバーしている（大神島を除く）。QABの中継局開局以前は、宮古テレビが、QABの系列キー局であるテレビ朝日の番組を番販扱いで時差配信していた。

宮古諸島におけるテレビ放送の歴史
- 1967年12月22日 - NHK沖縄放送局の前身である沖縄放送協会（OHK）による放送が開始された[9]。当時は沖縄本島との間に海底ケーブルが未敷設だったため、番組編成も本島とは別編成で、放送用テープを本島からの空輸でしのいでいた。特にニュース番組は本島や日本本土で朝に放送していたものを昼に、昼に放送したものを夜に放送したり、音声を当時未放送だったラジオのニュース音声を同時に流しながら映像は白黒のバックに字幕をつけて放送（宮古島等に関連するものだけ静止画写真も表示）していたという。また朝の連続テレビ小説や大河ドラマが1日～1週間遅れのものを、高校野球や大相撲は前日のものを放送したり、大晦日恒例の紅白歌合戦には翌日の元日の夜に放送したりしていた（これは復帰後NHKになった後の1976年まで続いた）。[要出典]
- 1972年5月 - 本土復帰と同時にNHK沖縄の総合テレビ（正式には宮古総合テレビジョン）となったものの、復帰前のOHKでは別内容だった八重山地域（石垣局）を統合し同一内容にしたものの、引き続き本島とは別の番組編成でコールサインも別に“JOVQ-TV”が与えられ八重山含めた先島諸島をカバーした。OHK時代から1チャンネルによる放送だったため、総合・教育の混合編成による放送だった。[要出典]
- 1976年12月22日 - 本島との間に海底ケーブルが開通し、テレビ放送が本島・日本本土と終日同時放送となり、親局だった宮古島の総合テレビは中継局に降格され、新たに教育テレビが開始された。
- 1978年 - ケーブルテレビである宮古島有線テレビ（現在の宮古テレビ）が開局。日本テレビ、テレビ朝日、テレビ東京の番組を配信した[10]。
- 1993年12月16日 - 県内民放テレビの琉球放送、沖縄テレビ放送が放送開始[10]（それまでは宮古テレビで系列キー局のTBSとフジテレビの番組とRBC・OTV両局の一部番組も時差配信していた）。
- 2009年10月21日 - 琉球放送、沖縄テレビ放送、琉球朝日放送が地上波デジタル放送開始[10]（それまでは宮古テレビで系列キー局のテレビ朝日の番組を時差配信していた。なおQABのアナログ放送は地デジ完全移行に伴い設置されなかったため、宮古テレビのデジアナ変換（レターボックス16:9）で補完した。）。

地上波デジタルテレビ中継局一覧
| 所在地     | 総合 | 教育 | RBC | OTV | QAB |
| ---------- | ---- | ---- | --- | --- | --- |
| リモコンID | 1    | 2    | 3   | 8   | 5   |
| 宮古島市   | 17   | 13   | 14  | 15  | 16  |
| 多良間村   | 22   | 18   | 43  | 45  | 47  |